# Andrew J. Offutt
Andrew Jefferson V Offutt (geboren am 16. August 1934 in Taylorsville, Kentucky; gestorben am 30. April 2013) war ein US-amerikanischer Autor von Fantasy-, Science-Fiction- und meist unter dem Pseudonym John Cleve veröffentlichter erotischer bzw. pornographischer Literatur.

## Leben
Offutt wurde auf einer Farm in der Nähe der Kleinstadt Taylorsville im Spencer County in Kentucky geboren. In der Zeit der großen Depression vermieteten seine Eltern das Haupthaus und die Familie zog in eine Blockhütte auf der Farm, in der Offutt lebte, bis er 1950 nach Taylorsville zog, wo er die High School besuchte. Noch auf der Farm brachte er sich selbst das Maschinenschreiben bei, schrieb zwei Romane und begann im Geheimen erste Fetisch-Comics zu zeichnen. Noch auf der High School gewann er mit der Kurzgeschichte The Devil’s Soul einen landesweiten Schreibwettbewerb. 
Nach dem Abschluss der High School begann er mit einem Stipendium der Ford Foundation an der University of Louisville Englisch zu studieren, wo er 1955 mit dem Bachelor abschloss. Noch an der Universität gewann er einen weiteren Schreibwettbewerb des SF-Magazins If mit der Erzählung And Gone Tomorrow, die dort im Dezember 1954 erscheint. Im Jahr zuvor war sein Vater gestorben. Er trat in das Air Force Reserve Officer Training Corps (AFROTC), da er hoffte, später Pilot zu werden. Der Plan zerschlug sich, als festgestellt wurde, dass Offutt farbenblind ist. Auch seine Bewerbung als Zeichner für das Fetisch-Magazin Bizarre wurde abgelehnt und Offutt begann, Gebrauchsgrafik für einen Möbelladen in Louisville zu zeichnen. Nach seinem Abschluss arbeitete er für ein Herrenbekleidungsgeschäft in Louisville und dann als reisender Vertreter für Procter & Gamble. Bei der Musterung 1956 wurde er abgelehnt, da er an Asthma litt. 
1957 wurde er von Procter & Gamble nach Lexington versetzt, wo er bei einer katholischen Jugendorganisation seine spätere Frau Mary Joe „Jodie“ McCabe kennen lernte. Vor seiner Heirat im gleichen Jahr versenkte er sämtliche selbstgefertigten Fetisch-Comics im Cumberland River, mit Ausnahme von Cade of the Galactic Patrol, einer siebenbändigen Comicserie. Seine Bemühungen als Zeichner von Fetischcomics waren aber damit doch nicht beendet. 1959 bewarb er sich erfolglos als Zeichner bei Irving Klaw und begann im gleichen Jahr für sich The Saga of Valkyria Barbosa zu zeichnen, eine neue Comicserie, die er über viele Jahre fortführen sollte. Die Ehe mit Jodie blieb über 50 Jahre bis zu Offutts Tod bestehen und das Ehepaar hatte vier Kinder (geboren 1958, 1961, 1962 und 1964). Der älteste Sohn Christopher „Chris“ John Offutt wurde auch Schriftsteller und der Biograf seines Vaters. 1962 nahm Offutt eine Stelle als Vertreter bei der Versicherungsgesellschaft Coastal States Life Insurance an, die Familie zog nach Morehead, Kentucky und 1964 weiter nach Haldeman, Kentucky, wo Offutt die Versicherungsvertretung andrew j. offutt associates gründete (die Kleinschreibung seines Namens verwendete er später auch öfters als Autor). Das Geschäft war erfolgreich, Offutt kaufte einen Mercedes – den einzigen im County – und eröffnete 1968 Filialen in Winchester und Lexington.
Zwischenzeitlich kündigte sich eine berufliche Umorientierung an. Zwar war Ende 1959 die Erzählung Blacksword im Galaxy Magazine erschienen, weitere Veröffentlichungen folgten aber erst 1966 mit Mandroid (zusammen mit Robert E. Margroff und Piers Anthony) und The Forgotten Gods of Earth. Immerhin wurde im folgenden Jahr die Erzählung Population Implosion in die Anthologie World’s Best Science Fiction aufgenommen, aber Grundlage für den Lebensunterhalt einer sechsköpfigen Familie war dergleichen nicht. Ganz anders sah der Markt für die massenhafte Produktion von Erotik und Pornographie aus, wo die Nachfrage in jenen Jahren geradezu explodierte, obendrein konnte Offutt hier seinem Interesse für Fetisch, Bondage und BDSM freien Lauf lassen. So erschien 1968 Bondage Babes unter dem Pseudonym Alan Marshall, Offutts erste Buchveröffentlichung, der im gleichen Jahr 4 weitere folgten, 1969 waren es schon 6 Romane und 1970 verdoppelte sich die Produktion noch einmal und es erschien im Schnitt ein mehr oder minder pornographischer Roman Offutts pro Monat. Dabei verwendet er mit zunehmender Häufigkeit das Pseudonym John Cleve, Offutt zufolge abgeleitet von John Cleland, dem Autor der Fanny Hill. Eine solche schriftstellerische Produktivität lässt keine andere Tätigkeit zu, weshalb Offutt die Versicherungsvertretung aufgab. 
1970 erschien dann mit Evil Is Live Spelled Backwards auch der erste SF-Roman unter Offutts eigenem Namen. In den folgenden Jahren veröffentlichte er dann weitere Science-Fiction und vor allem Fantasy-Romane und-Kurzgeschichten, mit denen er durchaus Anerkennung fand, was sich zum Beispiel darin ausdrückte, dass er zum Toastmaster der Worldcon 1974 (Discon 2) berufen wurde. Die von ihm zusammengestellten Fantasy-Anthologien Swords Against Darkness mit Kurzgeschichten weniger bekannter Autoren wurden mehrfach für Locus Award und Balrog Award nominiert und der Roman My Lord Barbarian (deutsch als Valeron der Barbar) wurde 1978 für den British Fantasy Award vorgeschlagen. 1975 war Offutt Schatzmeister und zwischen 1976 und 1978 zweimal Präsident der Science Fiction and Fantasy Writers of America. 1986 schließlich wurde er für sein Lebenswerk und seine Verdienste um die SF-Community im Süden mit dem Phoenix Award ausgezeichnet.
Bei den Zyklen und Serien griff Offutt bevorzugt Figuren und fiktive Welten anderer Autoren auf. So schrieb er drei Romane mit Robert E. Howards Conan dem Cimmerier als Helden und baut Cormac Mac Art, eine andere Figur Howards, zum Fantasy-Zyklus aus. Für den Romanzyklus Thieve’s World (deutscher Titel: Diebeswelt) von Robert Lynn Asprin und Lynn Abbey schuf er die Figur Hanse und schrieb zwischen 1987 und 1993 drei Romane aus dieser Welt.
Deutlich eigenständiger zeigte sich Offutt bei den Zyklen im Erotikbereich. Hier sind insbesondere zu nennen der Crusader-Zyklus (1974–1976) vor dem historischen Hintergrund der Kreuzzüge und der Spaceways-Zyklus (1982–1984), eine Reihe erotischer Science-Fiction-Romane, die Offutt für Playboy Enterprises schrieb. Beide Serien erschienen mit John Cleve als Autor. Eine Annäherung Cleves an das SF-Genre hatte schon zuvor stattgefunden, als „John Cleve“ Ehrengast der Kubla Khan Sex, einer SF-Convention in Nashville war, auf der Offutt sich als John Cleve bekannte.
Ein weiteres Tätigkeitsfeld Offutts eröffnete sich mit dem Kontakt zu dem Comiczeichner und Fetischkünstler Eric Stanton, dem Offutt 1975 einen Fanbrief geschrieben hatte, aus dem sich ein Besuch bei Stanton in New York und schließlich eine lebenslange Freundschaft und eine Zusammenarbeit ergab. Stanton versandte seine Stantoons, Bondagezeichnungen und -comics, per Post an interessierte Kunden in den USA und international, wobei Offutt passende Texte lieferte. Eine Frucht dieser Zusammenarbeit war Blunder Broad, ein Wonder-Woman-Pastiche, bei dem die Amazonenkönigin regelmäßig verschnürt wird und sich diversen unangenehmen und unwürdigen Behandlungen ausgesetzt sieht. Als Stantons Gesundheit sich verschlechterte, übernahm Offutt einen Teil von dessen Kundenstamm und offerierte diesen gegen erhebliches Honorar entsprechend dem Kundenfetisch maßgeschneiderte Pornographie.
Bis zuletzt lebte Offutt mit seiner Frau relativ abgeschieden im Rowan County in den Wäldern Kentuckys. In den letzten Jahren verschlechterte sich auch Offutts Gesundheit. Am 17. April 1999 erlitt er einen Herzinfarkt, der einen dreifachen Bypass nötig machte. 2004 erschien Dark of the Moon, seine letzte veröffentlichte Kurzgeschichte. 2013 starb Offutt im Alter von 78 Jahren an den Folgen einer Leberzirrhose. Bis zuletzt hatte er weiter an Valkyria, dem 1959 angefangenen Comicepos gearbeitet, das inzwischen 4.000 Seiten umfasste. Die Biografie seines Sohnes Chris Offutt, in der er insbesondere von der Sichtung und Aufarbeitung des umfangreichen Nachlasses seines Vaters berichtet und die Wirkung beschreibt, die das auf ihn hatte, erschien 2016. Die Arbeit seines Vaters als Pornograf fasste er folgendermaßen zusammen: „Mein Vater war ein Arbeitspferd auf dem Feld der geschriebenen Pornografie. Nach fünf Jahrzehnten starb er im Geschirr.“

## Bibliographie
Die Serien sind nach dem Erscheinungsjahr des ersten Teils geordnet.

### Fantasy und SF
Cormac Mac Art
Band 1 Tigers of the Sea (deutsch: Die Tiger der See) der siebenbändigen Reihe stammt aus dem Nachlass von Robert E. Howard. Die Bandreihenfolge der deutschen Übersetzung wurde gegenüber der Originalausgabe geändert.
- 2 The Sword of the Gael (1975)
  - Deutsch: Teil 5: Das Schwert des Kelten. Heyne SF&F #4425, 1988, ISBN 3-453-01010-8.
- 3 The Undying Wizard (1976)
  - Deutsch: Teil 6: Der unsterbliche Hexer. Heyne SF&F #4426, 1988, ISBN 3-453-02755-8.
- 4 The Sign of the Moonbow (1977)
  - Deutsch: Teil 7: Das Zeichen des Mondes. Heyne SF&F #4427, 1988, ISBN 3-453-02776-0.
- 5 The Mists of Doom (1977)
  - Deutsch: Teil 2: Die Nebel des Untergangs. Heyne SF&F #4422, 1987, ISBN 3-453-00424-8.
- 6 When Death Birds Fly (1980, mit Keith Taylor)
  - Deutsch: Teil 4: Die Todesvögel. Heyne SF&F #4424, 1987, ISBN 3-453-00976-2.
- 7 The Tower of Death (1982, mit Keith Taylor)
  - Deutsch: Teil 3: Der Turm des Todes. Heyne SF&F #4423, 1987, ISBN 3-453-00434-5.

War of the Wizards (mit Richard K. Lyon)
- Demon in the Mirror (1977)
- The Eyes of Sarsis (1980)
- Web of the Spider (1981)

Conan (Romanreihe von Robert E. Howard)
- Conan and the Sorcerer (1978)
  - Deutsch: Conan und der Zauberer. Heyne SF&F #4006, 1983, ISBN 3-453-30943-X.
- The Sword of Skelos (1979)
  - Deutsch: Conan und das Schwert von Skelos. Heyne SF&F #3941, 1982, ISBN 3-453-30867-0.
- Conan the Mercenary (1980)
  - Deutsch: Conan der Söldner. Heyne SF&F #4020, 1983, ISBN 3-453-30959-6.

War of the Gods on Earth
- The Iron Lords (1979)
- Shadows Out of Hell (1980)
- King Dragon (1980)
- The Lady of the Snowmist (1983)

Tiana’s World (Kurzgeschichten, mit Richard K. Lyon)
- 1 The Hungry Apples (1979)
- 2 Inn of the White Cat (1979)
- 3 Devil on My Stomach: A Tale of Tiana’s World (1980)
- 4 The Iron Mercenary: A Tale of Tiana (2007)
- 5 Arachnis: A Tale of Tiana (2008)
- 6 Naked Before Mine Enemies: a Tale of Tiana (2008)

Druin (Kurzgeschichten, mit Richard K. Lyon)
- 1 The Inn at World’s End (1980)
- 2 The Whispering Mirror (1980)
  - Deutsch: Der flüsternde Spiegel. In: Werner Fuchs (Hrsg.): Der flüsternde Spiegel. Droemer Knaur (Knaur Science Fiction & Fantasy #5804), 1985, ISBN 3-426-05804-9.

Diebeswelt (Romanreihe von Robert Lynn Asprin und Lynn Abbey)
- Shadowspawn (1987)
- Deathknight (1990)
- The Shadow of Sorcery (1993)

Einzelromane
- Evil is Live Spelled Backwards (1970)
- The Great 24-Hour Thing (1971)
- My Country, Right or Wrong (1971)
- The Castle Keeps (1972)
- Ardor on Aros (1973)
- The Galactic Rejects (1973)
- Messenger of Zhuvastou (1973)
- The Black Sorcerer of the Black Castle (1974)
- Operation: Super Ms. (1974)
- Genetic Bomb (1975, mit D. Bruce Berry)
- Chieftain of Andor (1976, auch: Clansman of Andor)
- My Lord Barbarian (1977)
  - Deutsch: Valeron der Barbar. Heyne SF&F #3868, 1982, ISBN 3-453-30754-2.

Kurzgeschichten
- And Gone Tomorrow (1954)
- Blacksword (1959)
- Mandroid (1966, mit Robert E. Margroff und Piers Anthony)
- The Forgotten Gods of Earth (1966)
- Population Implosion (1967)
  - Deutsch: Die absolute Zahl. In: Science-Fiction-Stories 35. Ullstein (Ullstein 2000 #65 (3037)), 1974, ISBN 3-548-03037-8.
- Swordsmen of the Stars (1967, mit Robert E. Margroff)
- The Defendant Earth (1969)
- The Book (1970, mit Robert E. Margroff)
- Ask A Silly Question (1970)
- My Country, Right or Wrong (1971)
- For Value Received (1972)
- Sareva: In Memoriam (1973)
  - Deutsch: Sareva, meine Hexe. In: Wulf Bergner (Hrsg.): Reisebüro Galaxis. Heyne (Heyne Science Fiction & Fantasy #3418), 1974, ISBN 3-453-30308-3.
- Meanwhile, We Eliminate (1973)
- The Black Sorcerer of the Black Castle (1974)
- Gone With the Gods (1974)
- Enchante (1975)
- The Greenhouse Defect (1976)
- Last Quest (1977)
- The Sign of the Moonbow (1977)
- Nekht Semerkeht (1977, mit Robert E. Howard)
  - Deutsch: Nekht Semerkeht. In: Atlantis ist überall. 1981. Auch als: Nekht Semerkeht. In: Lin Carter (Hrsg.): Die besten Fantasy-Stories 4. Moewig (Moewig Science Fiction #3827), 1988, ISBN 3-8118-3827-X.
- Conan and the Sorcerer (1978)
- Shadowspawn (1979)
- Symbiote (1980)
- Little Boy Waiting at the Edge of the Darkwood (1981)
- The Vivisectionist (1981)
- Godson (1982)
  - Deutsch: Gottsohn. In: Hugh Walker (Hrsg.): Magira, #38. EDFC, 1992.
- Rebels Aren’t Born in Palaces (1984)
- The Veiled Lady, or A Look at the Normal Folk (1985)
- Spellmaster (1986, mit Jodie Offutt)
- Night Work (1989)
- Role Model (2002)
- Dark of the Moon (2004)

Swords Against Darkness (Reihe von Fantasy-Anthologie)
- Swords Against Darkness (1977)
- Swords Against Darkness II (1977)
- Swords Against Darkness III (1978)
- Swords Against Darkness IV (1979)
- Swords Against Darkness V (1979)
- Deutsch: Atlantis ist überall. Übersetzt von Heinz Nagel. Goldmann TB #23802, 1981, ISBN 3-442-23802-1 (Auswahl aus den 5 Anthologien).

Gedichte
- Words for a Picture I’ve Never Seen (1980)

### Erotik und Pornographie
Crusader (als John Cleve)
- 1 The Accursed Tower (1974)
- 2 The Passionate Princess (1974)
- 3 Julanar The Liones (1975)
- 4 My Lady Queen (1975)
- 5 Saladin’s Spy (1986)

Spaceways (als John Cleve)
Offutts Beteiligung bei den Bänden 11 bis 18 ist unklar. Die genannten Koautoren sind vermutlich alleinige Autoren.
- 1 Of Alien Bondage (1982)
- 2 Corundum’s Woman (1982)
- 3 Escape from Macho (1982)
- 4 Satana Enslaved (1982)
- 5 Master of Misfit (1982)
- 6 Purrfect Plunder (1982)
- 7 The Manhuntress (1982, mit Geo. W. Proctor)
- 8 Under Twin Suns (1982)
- 9 In Quest of Qalara (1982)
- 10 The Yoke of Shen (1983, mit Geo. W. Proctor)
- 11 The Iceworld Connection (1983, mit Jack C. Haldeman und Vol Haldeman)
- 12 Star Slaver (1983, mit G. C. Edmondson)
- 13 Jonuta Rising! (1983, mit Victor Koman)
- 14 Assignment Hellhole (1983, mit Robin Kincaid)
- 15 Starship Sapphire (1983, mit Roland J. Green)
- 16 The Planet Murderer (1984, mit Dwight V. Swain)
- 17 The Carnadyne Horde (1984, mit Victor Koman)
- 18 Race Across the Stars (1984, mit Robin Kincaid)
- 19 King of the Slavers (1984)

Calamity (als John Cleve)
- 1 Call me Calamity (1970)
- 2 The Juice of Love (1970)

Einzelromane
- Bondage Babes (1968, als Alan Marshall)
- Sex Toy (1968, als J. X. Williams)
- Bruise (1969, als John Cleve)
- Nero’s Mistress (1969, als John Cleve)
- Slave of the Sudan (1969, als John Cleve)
- Barbarana (1970, als John Cleve)
- Black Man’s Harem (1970, als John Cleve)
- Captives in the Chateau de Sade (1970, als John Cleve)
- The Devoured (1970, als John Cleve)
- Fruit of the Loin (1970, als John Cleve)
- Jodinareh (1970, als John Cleve)
- Manlib! (1970, als John Cleve)
- Mongol! (1970, als John Cleve)
- The Prefects aka The Prussian Girls (1970, als P. N. Dedeaux)
- Seed (1970, als John Cleve)
- Swallow the Leader (1970, als John Cleve)
- The Balling Machine (1971, mit D. Bruce Berry, als Jeff Douglas)
- Chain Me Again (1971, als Opal Andrews)
- Four on the Floor (1971, als Joe Brown)
- Hottest Room in the House (1971, als Jeremy Crebb)
- A Miss Guided (1971, als Anonymous)
- Pleasure Us! (1971, als John Cleve)
- Pussy Island (1971, als John Cleve)
- The Second Coming (1971, als John Cleve)
- The Sex Pill (1971, als J. X. Williams)
- Belly to Belly (1972, als Jack Cory)
- Diana’s Dirty Doings (1972, als Jeff Morehead)
- Different Positions! (1972, als Jack Cory)
- Family "Secrets" (1972, als John Cleve)
- High School Swingers (1972, als Jack Cory)
- Peggy Wants It! (1972, als Jeff Morehead)
- Snatch Me! (1972, als John Cleve)
- Wet Dreams (1972, als John Cleve)
- The Wife Who Liked to Watch! (1972, als Jeff Morehead)
- Ball in the Family! (1973, als Jeff Morehead)
- The Domination of Camille (1973, als John Cleve, Neuausgabe als Tame Me!, 1975, als Camille Colben)
- Family Secrets (1973, als John Cleve, nicht das gleiche Buch wie Family "Secrets" von 1972)
- The Farm Girl & the Hired Hand (1973, als Jeff Morehead)
- Holly Would (1973, als John Cleve)
- Losing It (1973, als John Denis)
- Never Enough (1973, als John Denis)
- The Palace of Venus (1973, als John Denis)
- S as in Sensuous (1973, als John Denis)
- Sex Doctor (1973, als John Denis)
- Tight Fit (1973, als John Denis)
- Every Inch a Man (1974, als John Cleve)
- The Fires Down Below (1974, als Jeff Woodson)
- A Vacation in the Erogenous Zones! (1974, als John Cleve)
- The Sexorcist (1974, als John Cleve, Neuausgabe als Unholy Revelry, 1976)
- Asking For It! (1975, als Turk Winter)
- Beg For It! (1975, als Turk Winter)
- A Degraded Heroine (1975, als Turk Winter)
- The Domination of Ann (1975, als John Cleve)
- A Family Ball (1975, als Jeff Morehead)
- Family Bonds (1975, als Turk Winter)
- The Governess (1975, mit Eric Stanton, als John Cleve)
- His Loving Sister (1975, als Jeff Morehead)
- Horny Daughter-In-Law (1975, als Jeff Morehead)
- Mother’s Four Lovers (1975, als Jeff Morehead)
- The Punisher Publisher (1975, mit Eric Stanton, als John Cleve)
- Beautiful Bitch (1976, als John Cleve)
- Disciplined! (1976, als Jeff Morehead)
- The Erogenous Zone (1976, als John Cleve)
- Succulent Line-Up (1976, als John Cleve)
- Serena, Darling (1976, als John Cleve)
- The Submission of Claudine (1976, als Turk Winter)
- Triple Play! (1976, als Jeff Morehead)
- Forced to Please (1977, als Jeff Morehead)
- Rosalind Does it All (1977, als Jeff Morehead)
- Her Pleasure Potion (1978, als Turk Winter)
- The Look of Lust (1978, als Jeff Morehead)
- Mark of the Master (1980, als Turk Winter)
- Lady Beth, by A Woman of Quality (1984, als Anonymous, als edited by John Cleve)

Sachliteratur
- The Complete Couple (1976, als John Cleve, mit Jane Cleve)